# Ryder Cup 1993
Ryder Cup 1993 var den 30:e upplagan av matchspelstävlingen i golf som spelas mellan USA och Europa. 1993 års match spelades den 24 - 26 september på The Belfry i Wishaw, Warwickshire, England. USA var titelförsvarare efter att år 1991 ha vunnit på Kiawah Island i South Carolina, USA.

## Format
Tävlingen bestod av 28 matcher, fördelade på tre dagar (fredag - söndag) enligt följande:
- Dag 1 Fyra foursome-matcher på förmiddagen, följt av fyra fyrboll-matcher på eftermiddagen
- Dag 2 Fyra foursome-matcher på förmiddagen, följt av fyra fyrboll-matcher på eftermiddagen
- Dag 3 Tolv singelmatcher

En vunnen match ger 1 poäng, medan en oavgjord match ger ½ poäng. Laget som först når 14½ poäng har vunnit. Vid oavgjort 14-14 behåller regerande mästarna (USA) trofén.

## Lagen
De båda lagen använde sig av olika poängsysten för att avgöra vilka spelare (nio i Europa, tio i USA) som skulle bli direktkvalificerade till laget. Därutöver fick de båda kaptenerna, Bernard Gallacher och Tom Watson, välja ytterligare tre respektive två spelare var för att göra lagen kompletta.
| Europa Kapten: Bernard Gallacher    |               |
| Namn                                | Världsranking |
| Nick Faldo                          | 1             |
| Bernhard Langer                     | 3             |
| Ian Woosnam                         | 7             |
| Colin Montgomerie                   | 16            |
| Mark James                          | 31            |
| Barry Lane                          | 35            |
| Sam Torrance                        | 37            |
| Costantino Rocca                    | 40            |
| Peter Baker                         | 64            |
| José Maria Olazábal (kaptenens val) | 9             |
| Seve Ballesteros (kaptenens val)    | 21            |
| Joakim Haeggman (kaptenens val)     | 59            |

| USA Kapten: Tom Watson        |               |
| Namn                          | Världsranking |
| Paul Azinger                  | 5             |
| Fred Couples                  | 6             |
| Tom Kite                      | 8             |
| Payne Stewart                 | 11            |
| Davis Love III                | 12            |
| John Cook                     | 13            |
| Corey Pavin                   | 15            |
| Lee Janzen                    | 22            |
| Chip Beck                     | 26            |
| Jim Gallagher Jr              | 53            |
| Raymond Floyd (kaptenens val) | 23            |
| Lanny Wadkins (kaptenens val) | 74            |

Spelarnas ranking per den 19 september 1993.

## Resultat

### Dag 1
| Foursomes                            | Foursomes | Foursomes | Foursomes | Foursomes                  |
| ------------------------------------ | --------- | --------- | --------- | -------------------------- |
| Sam Torrance Mark James              |           |           | 4 & 3     | Lanny Wadkins Corey Pavin  |
| Ian Woosnam Bernhard Langer          | 7 & 5     |           |           | Paul Azinger Payne Stewart |
| Seve Ballesteros José Maria Olazábal |           |           | 2 & 1     | Tom Kite Davis Love III    |
| Nick Faldo Colin Montgomerie         | 4 & 3     |           |           | Raymond Floyd Fred Couples |

| Fyrbollar                            | Fyrbollar | Fyrbollar | Fyrbollar | Fyrbollar                   |
| ------------------------------------ | --------- | --------- | --------- | --------------------------- |
| Ian Woosnam Peter Baker              | 1 upp     |           |           | Jim Gallagher Jr Lee Janzen |
| Bernhard Langer Barry Lane           |           |           | 4 & 2     | Lanny Wadkins Corey Pavin   |
| Nick Faldo Colin Montgomerie         |           | lika      |           | Paul Azinger Fred Couples   |
| Seve Ballesteros José Maria Olazábal | 4 & 3     |           |           | Davis Love III Tom Kite     |

| Efter första dagen: | \| Europa \| 4½ \| 3½ \| USA \| |    |     |
| Europa              | 4½                              | 3½ | USA |

### Dag 2
| Foursomes                            | Foursomes | Foursomes | Foursomes | Foursomes                   |
| ------------------------------------ | --------- | --------- | --------- | --------------------------- |
| Nick Faldo Colin Montgomerie         | 3 & 2     |           |           | Lanny Wadkins Corey Pavin   |
| Bernhard Langer Ian Woosnam          | 2 & 1     |           |           | Fred Couples Paul Azinger   |
| Peter Baker Barry Lane               |           |           | 3 & 2     | Raymond Floyd Payne Stewart |
| Seve Ballesteros José Maria Olazábal | 2 & 1     |           |           | Davis Love III Tom Kite     |

| Fyrbollar                           | Fyrbollar | Fyrbollar | Fyrbollar | Fyrbollar                    |
| ----------------------------------- | --------- | --------- | --------- | ---------------------------- |
| Nick Faldo Colin Montgomerie        |           |           | 2 upp     | John Cook Chip Beck          |
| Mark James Costantino Rocca         |           |           | 5 & 4     | Corey Pavin Jim Gallagher Jr |
| Ian Woosnam Peter Baker             | 6 & 5     |           |           | Fred Couples Paul Azinger    |
| José Maria Olazábal Joakim Haeggman |           |           | 2 & 1     | Raymond Floyd Payne Stewart  |

| Efter andra dagen: | \| Europa \| 8½ \| 7½ \| USA \| |    |     |
| Europa             | 8½                              | 7½ | USA |

### Dag 3
| Singlar             | Singlar | Singlar | Singlar | Singlar          |
| ------------------- | ------- | ------- | ------- | ---------------- |
| Ian Woosnam         |         | lika    |         | Fred Couples     |
| Barry Lane          |         |         | 1 upp   | Chip Beck        |
| Colin Montgomerie   | 1 upp   |         |         | Lee Janzen       |
| Peter Baker         | 2 upp   |         |         | Corey Pavin      |
| Joakim Haeggman     | 1 upp   |         |         | John Cook        |
| Mark James          |         |         | 3 & 2   | Payne Stewart    |
| Costantino Rocca    |         |         | 1 upp   | Davis Love III   |
| Seve Ballesteros    |         |         | 3 & 2   | Jim Gallagher Jr |
| José Maria Olazábal |         |         | 2 upp   | Raymond Floyd    |
| Bernhard Langer     |         |         | 5 & 3   | Tom Kite         |
| Nick Faldo          |         | lika    |         | Paul Azinger     |
| Sam Torrance        |         | lika1)  |         | Lanny Wadkins    |

1)Matchen mellan Sam Torrance och Lanny Wadkins spelades aldrig, eftersom Torrance hade ont i en tå. Den amerikanske kaptenen Tom Watson valde att låta Lanny Wadkins stå över matchen, och de delade poängen.
| Slutställning: | \| Europa \| 13 \| 15 \| USA \| |    |     |
| Europa         | 13                              | 15 | USA |

USA vände underläge 7½ - 8½ under sista dagens singlar till seger med 15 - 13. Segern säkrades av Raymond Floyd i matchen mot José Maria Olazábal. Nick Faldo gjorde ett hole-in-one i sin match mot Paul Azinger, en match som slutade lika. Femton år senare skulle dessa två komma att mötas igen, denna gång som kaptener för de båda lagen.